# Limacia scandens
Limacia scandens är en tvåhjärtbladig växtart som beskrevs av João de Loureiro. Limacia scandens ingår i släktet Limacia och familjen Menispermaceae. Inga underarter finns listade i Catalogue of Life.